# Chiesa di Sant'Andrea (Sassetta)
La chiesa di Sant'Andrea è un edificio sacro che si trova a Sassetta.

## Storia e descrizione
Non è certa la data di fondazione della chiesa, che fu ampliata e ristrutturata nel 1625 sotto la signoria di don Garcia Ramirez de Montalvo. La chiesa conserva alcuni dipinti del XVII secolo. Si segnalano un bel dipinto su tavola della prima metà del Cinquecento raffigurante la Madonna con Bambino fra i Santi Girolamo e Antonio abate di un artista di qualità ben addentro ai modelli formali del Rinascimento toscano, e un'opera del pittore Giovan Battista Soldini, legato da amicizia alla casata Ramirez de Montalvo, dipinta a Firenze e poi trasferita nel feudo di Sassetta, in cui è reinterpretato il tema delle Stimmate di san Francesco, il cui prototipo è il dipinto del Cigoli agli Uffizi di Firenze.
Nella chiesa di Sant'Andrea sono conservate le reliquie di una anonima martire delle catacombe romane, giunte a Sassetta verso il 1680, venerate e portate in processione nella Domenica in Albis (la prima dopo Pasqua) sotto il nome di Santa Lorìca (da lòrica, la parte superiore dell'armatura).
Il fonte battesimale a tazza è quattrocentesco, e conserva lo stemma degli Orlandi, feudatari della Sassetta prima dei Montalvo, mentre la croce-reliquiario in cristallo di rocca è un'opera rinascimentale, donata alla chiesa il 22 maggio 1626 dai Montalvo, insieme a una copia pittorica della Sindone eseguita dal Bronzino, oggi perduta.

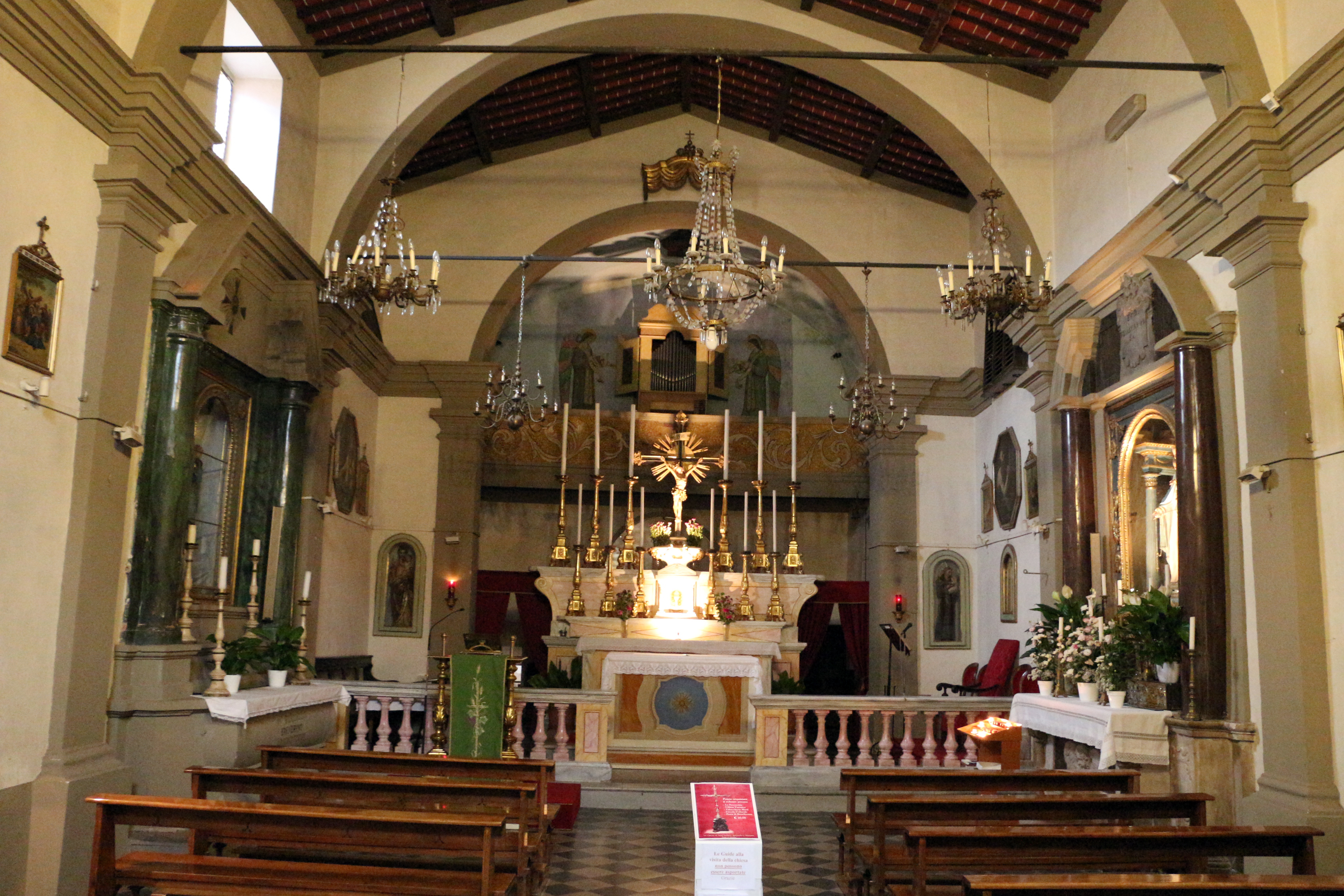
Interno
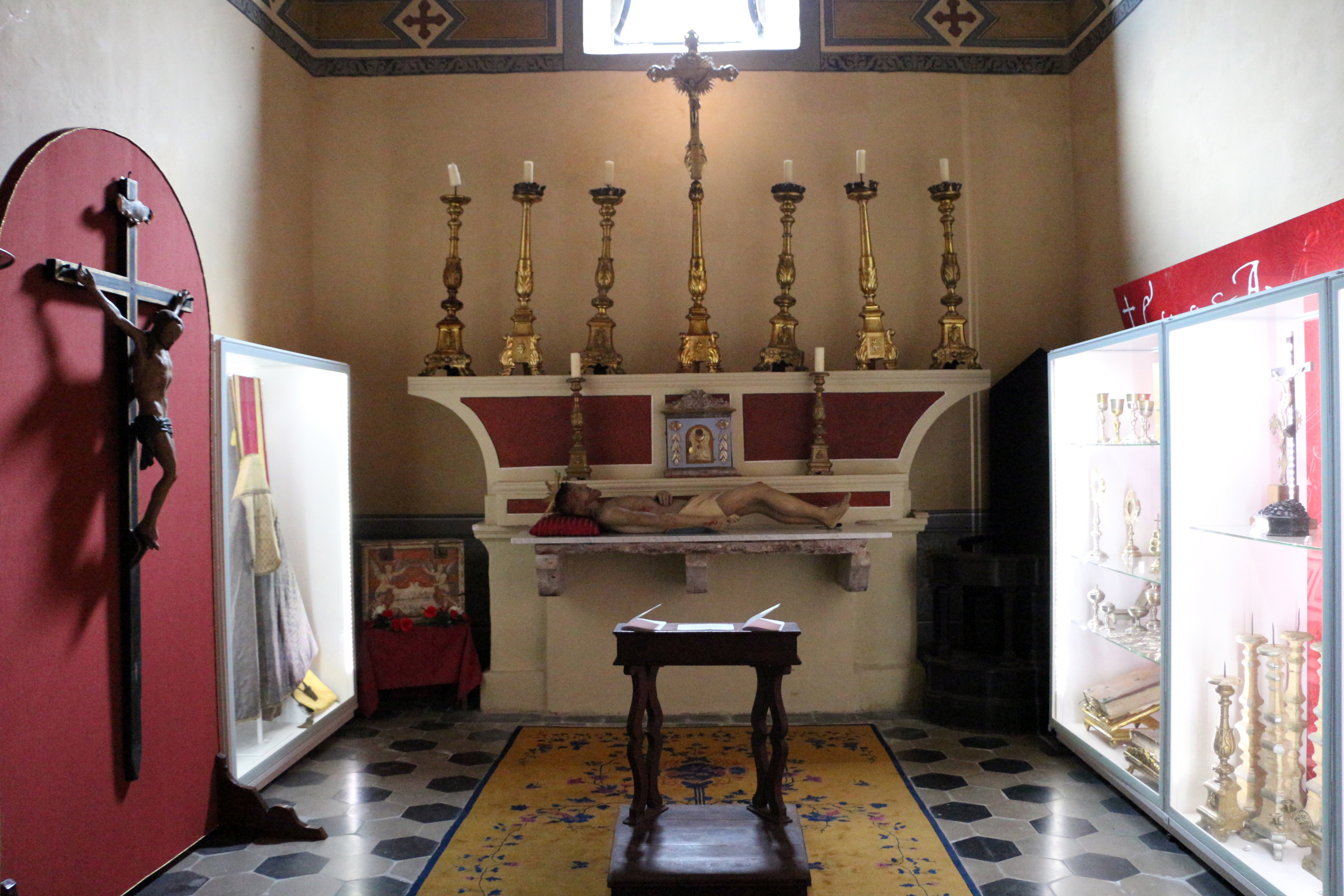
La raccolta di arte sacra